# 33476 Gilanareiss
33476 Gilanareiss è un asteroide della fascia principale. Scoperto nel 1999, presenta un'orbita caratterizzata da un semiasse maggiore pari a 2,3329468 UA e da un'eccentricità di 0,1171862, inclinata di 5,95469° rispetto all'eclittica.